# Skalice u České Lípy
Skalice u České Lípy (do 31. července 1991 jen Skalice, německy Langenau) je obec v okrese Česká Lípa v Libereckém kraji. Leží v Ralské pahorkatině, na samé východní hranici CHKO České středohoří, v údolí potoka Šporka. Je obcí roztaženou podél silnic, délka obce je 4,5 kilometru. Žije zde přibližně 1 600 obyvatel. Nad obcí jsou dva dominantní kopce, Chotovický vrch a Skalický vrch.

## Historie
Skalice byla původně založena jako česká ves, ale při kolonizaci ve 13. století byla ves pro německé přistěhovalce rozšířena o nové parcely „Langenau“ (česky Dlouhá niva). První písemná zmínka v rejstříku papežského desátku z roku 1352 uvádí jméno „Skalicz sive Langenaw“. Na přelomu 14. a 15. století byla rozdělena mezi panství Horní Libchavu a Sloup. V letech 1623 až 1918 hornolibchavská část patřila velkopřevoru řádu maltézských rytířů, druhá část náležela Pihelu. Posledním vlastníkem pihelské části byl od roku 1710 rod hrabat a knížat Kinských.
V roce 1713 se v obci nacházelo 6 sklářských obchodů, jejichž počet stále narůstal. Jednou z nejvýznamnějších sklářských firem se stala exportní firma Andrease Janckeho, jehož syn Georg Anton Jancke (1697 - 1769) založil s dalšími společníky síť obchodních poboček ve Španělsku a Portugalsku a roku 1763 přestěhoval rodinný podnik do Nového Boru. V roce 1775 pak v Boru vznikla firma Hiecke, Rautenstrauch, Zinke a spol., která navázala na sklářskou kompanii Christiana Rautenstraucha z Polevska. Některé sklářské dílny se ve Skalici specializovaly na výrobu na skle malovaných obrázků. V dolní části obce, na místě bývalého hospodářského dvora, založil hrabě Josef Jan Maxmilián Kinský v roce 1735 osadu Josefsdorf (česky Josefov, od r. 1923 nazývanou Svobodná Ves). Do roku 1848 měla každá obec svého rychtáře. V roce 1850 byla vytvořena obec Skalice, k níž patřil i Josefsdorf.

### Sklárna Antonín Rückl a synové
Sklářský rod Rücklů pocházel ze švýcarského kantonu St. Gallen a se sklářstvím byl spojen po několik století. Skelmistr Hans Rückl založil v roce 1846 sklářskou firmu nejprve v Cyranově Ostrově. Syn Anton (česky Antonín) Rückl postavil v roce 1840 sklárnu ve Včelničce u Kamenice nad Lipou (k níž přistavěl brusírnu), v roce 1893 ve Skalici (registrovaná roku 1895, čp. 416) a v roce 1903 v Nové Huti (Nižbor). V roce 1904 přijal své syny (Franze a Antona) jako společníky a firmu přejmenoval na „Anton Rückl & Söhne“ (Antonín Rückl a synové, a. s.) Ve 30. letech otevřel pobočku v Praze (Praha XV.) a do správní rady byli přijati Jan Rückl a Hynek Rückl. V důsledku krize sklářského průmyslu a nedostatku zakázek musela být odstavena jedna pec. V jejich hutích se vyrábělo duté sklo všeho druhu, české křišťálové sklo, sklo olovnaté, ryté i broušené, barevné i luxusní. V roce 1946 byla sklárna znárodněna a od roku 1992 je opět v majetku původních vlastníků.

## Obyvatelstvo
| Rok            | 1869  | 1880  | 1890  | 1900  | 1910  | 1921  | 1930  | 1950  | 1961  | 1970  | 1980  | 1991  | 2001  | 2011  | 2021  |
| -------------- | ----- | ----- | ----- | ----- | ----- | ----- | ----- | ----- | ----- | ----- | ----- | ----- | ----- | ----- | ----- |
| Počet obyvatel | 2 661 | 3 061 | 3 116 | 3 286 | 3 362 | 3 009 | 3 324 | 1 659 | 1 676 | 1 659 | 1 276 | 1 074 | 1 200 | 1 423 | 1 524 |
| Počet domů     | 416   | 464   | 431   | 485   | 463   | 478   | 538   | 481   | 368   | 359   | 269   | 310   | 336   | 380   | 455   |

## Obecní správa
Mezi lety 1869–1980 Skalice u České Lípy byla obcí v okrese Česká Lípa (1869–1930), poté v okrese Nový Bor (1950) a později opět v okrese Česká Lípa. Od 1. ledna 1981 do 30. června 1990 patřil jako část města k Novému Boru a od 1. července 1990 je opět samostatnou obcí.

### Obecní symboly
Návrh znaku i vlajky zpracoval Stanislav Kasík. V únoru 1999 návrhy projednalo Obecní zastupitelstvo, v květnu 1999 jej posoudil Podvýbor pro heraldiku a vexilologii PS PČR a 21. června 1999 jej obci předseda Poslanecké sněmovny udělil.

## Zajímavosti
Skalický vrch (485 m n. m.) – na úpatí vrchu jsou podzemní prostory tvořené cca 15 propojenými sály. V současné době se jedná o oblast, kde se vyskytují chránění netopýři a vrápenci. Dne 4. září 2012 lokalitu vyhlásil Krajský úřad Libereckého kraje přírodní památkou Skalice u České Lípy.
Ve Svobodné Vsi (odloučená část Skalice) se nachází rozsáhlá lokalita s bledulí jarní. Z historických zajímavostí si lze připomenout kostel svaté Anny z roku 1720, sousoší svatého Jana Nepomuckého z roku 1763 před farou – začátek rokoka.
V roce 2002 byla poblíž založena Jaroslavem Tatarkovičem nevelká obora pro chov jelení a daňčí zvěře. Oboru navštěvují školní výpravy z České Lípy i Nového Boru. Tato města také na její provoz přispívají.
V obci a okolí existuje Naučná stezka po památkách obce Skalice u České Lípy, vytvořená obcí za finanční účasti z Evropského zemědělského fondu pro rozvoj venkova. V obci je 11 objektů zařazených do Ústředního seznamu nemovitých kulturních památek České republiky a stezka vede kolem nich.

## Společenské organizace
Fotbalový A tým mužů zakončil sezonu 2010/2011 v I A. třídě Libereckého kraje na 5. místě čtrnáctičlenné tabulky. O rok později tuto soutěž dokázali vyhrát.
Fotbalový B tým mužů zakončil sezonu 2010/2011 v II. třídě okresu Česká Lípa na 6. místě čtrnáctičlenné tabulky. O rok později skončili desátí.

## Osobnosti
- Vincenz Janke (1769–1838), sklářský výtvarník a malíř, ve Skalici se narodil
- Georg Anton Janke (1697–1769), sklářský obchodník
- Johann Georg Trauscke, sklářský obchodník a majitel povoznictví
- Josef Bekel – malíř, portrétista, litograf, kreslíř a fotograf
- Jeroným Grohmann – pražský zlatník a stříbrník, ve Skalici se narodil
- Hynek Rückl – zakladatel sklárny barevného a lékařského skla
- Josef Richter (1860 Zubrnice – 29. května 1931 Skalice u České Lípy), po vystudování vyššího gymnázia v Litoměřicích působil jako výpomocný učitel v Touchořinách (1877–1880), v Heřmanicích (1880–1882), po odmaturování jako učitel do roku 1885 v Olšině (Wolschen), v letech 1885–1889 v Židlově (Schiedel), 1889–1900 v Holičkách (Hultischken)[24] a v letech 1900–1921 jako nadučitel na Slunečné. V roce 1921 převzal vedení školy ve Skalici, kde vyučoval až do penze. Věnoval se oblastní historii, založil a vedl obecní kroniku, za což byl jmenován čestným občanem obce Skalice, kde byl také pochován. Aktivně spolupracoval se spolkem Nordböhmischer Exkursions-Club.[25]
- Rudolf Dzurko – romský výtvarník-samouk

## Partnerské obce
- Bertsdorf-Hörnitz, Německo